# Dumbrava (gmina Răchitoasa)
Dumbrava – wieś w Rumunii, w okręgu Bacău, w gminie Răchitoasa. W 2011 roku liczyła 616 mieszkańców.